# Constantin Pacea
 (avril 2014).
Si vous disposez d'ouvrages ou d'articles de référence ou si vous connaissez des sites web de qualité traitant du thème abordé ici, merci de compléter l'article en donnant les références utiles à sa vérifiabilité et en les liant à la section « Notes et références ».
Constantin Pacea, né à Bucarest, le 9 mars 1957  est un peintre roumain. 
Il quitte la Roumanie en 1983, et s'en va vivre une période en Allemagne puis en Suède ; ce n'est qu'en 1985 qu'il s'établit à Paris. Depuis 1992 il vit et travaille entre Paris, Bucarest et Altea (Espagne),. 

## Biographie
Constantin Pacea est le deuxième enfant d’un couple d’artistes peintres, après sa sœur aînée Nana. Le père, l’artiste peintre Ion Pacea, est né au nord de la Grèce, dans une famille de commerçants macédoniens ; la mère Lucrezia, artiste-peintre également, a un père macédonien et une mère, Lucia Balamotti, d’origine italienne. Lucrezia, parlant l’italien, Constantin entend et apprend cette langue dès son plus jeune âge.
L’enfance de Dinu (Constantin) est heureuse, surtout grâce aux grands-parents maternels, Lucia et Vasile Hagi (Neta et Neto pour leurs petits-enfants), qui lui assurent un microclimat de bonheur et de protection.
Entre 1972 et 1976 il suit les cours du Lycée Nicolas Tonitza. En dehors des cours du lycée, il peint régulièrement dans l’atelier de son père, surtout des natures mortes, sortant parfois à l’extérieur peindre en plein air. 
Il étudie à partir des grands maîtres. Il fait des copies au crayon et à l’huile d’après Le Greco, Vermeer, Degas, Velasquez, Titien, Giotto, Fra Angelico, la sculpture antique égyptienne et grecque, la peinture étrusque, et d’après des peintres modernes, habitude qu’il gardera toute sa vie.
Il termine le lycée en 1976 et se marie avec Florica Minea. À partir de 1977 il suit les cours de la section d’art monumental de l’Institut des Beaux-Arts Nicolae Grigorescu de Bucarest, sur le conseil de son père, afin d’apprendre diverses techniques artistiques.
Les études d’anatomie de la première année de faculté donnent lieu à de nombreux tableaux intitulés Anatomies, Ossements, représentés en plein air, dans un espace fermé, ou sur une table. 
En 1981, en collaboration avec Florica, il exécute un tableau pour le diplôme de licence, une peinture à l’huile sur une toile de 3 mètres sur 6, intitulée L’Homme et l’Univers, qui a été installée par la suite au musée d’Archéologie de Constanta (Roumanie).
En 1983, il est invité par la galerie Raphael à Francfort et part en Allemagne en compagnie de son épouse. Ils habitent à Düsseldorf, Koln et Aix-la-Chapelle où il fera une série d'expositions. À cette époque, le jeune couple rencontre Peer Mattson, collectionneur important de peinture contemporaine qui leur offre une bourse d’études. Ils passent l’été sur le vaste domaine de la Fondation Mattson à Varnanas (Suède).
Le jeune couple s'installe à Paris en 1985. Constantin Pacea fait des aller-retour Paris-Bucarest, après la chute du communisme fin 1989, pour travailler dans l’atelier de son père à Bucarest. Le couple entreprend leur premier voyage en Espagne, s’arrêtant à Madrid, Barcelone, Ibiza et font la découverte d'Altea, un vieux village méditerranéen.
Ion Pacea décède en août 1999 de manière brutale. Son fils part pour Bucarest, en catastrophe. Impressionné par le tragique événement, il peint de mémoire le portrait de son père : « 13 août 1999 – Altea. En dehors de ce qui m’arrive maintenant (le vide laissé par la mort de Papi), ma vie a été un enchaînement d’événement heureux. Je ne désire rien de spécial, juste que la vie continue comme avant » (Constantin Pacea - notes cahier bleu, 1997-1999).
À Altea, il sort beaucoup peindre la nature en plein air et La Isleta, image qui fait partie de sa vie quotidienne et qui le préoccupe jusqu’à l’obsession pendant des années, en tant que symbole. À partir de 2009 il entame un nouveau thème avec Jardins et Patios de Séville, ainsi que Visum.

## Expositions
1981
- Exposition personnelle au Musée National du Paysan Roumain.
- Il participe avec deux œuvres à l’exposition internationale de dessins Lis81, organisée à la Galerie Nationale d’art de Lisbonne.
- Il envoie trois dessins pour l’exposition internationale d’art graphique « Arteder 82 » organisée au Musée d’art moderne de Bilbao, à la deuxième Triennale de dessin de Nuremberg (Allemagne) et au Musée cantonal des Beaux-Arts de Lausanne (Suisse).

1983
- Il participe avec un dessin à la quatrième compétition de dessin de Barcelone (Espagne).

1984
- Série d’expositions, en Suède dans les galeries Roda Traden et Thomas Wallner de Malmö et Angel à Lund.
- Expose avec Florica Pacea à la Galerie Raphaël de Francfort et à la Galerie Rautenberg d’Aix-la-Chapelle.

1986
- Exposition personnelle à la Galerie 44 de la ville de Kaarst-Düsseldorf qui rassemble des œuvres des années 1980-1986 et l’année suivante, la même galerie le met à l’honneur à la Foire internationale d’art contemporain (Fiac) de Chicago (États-Unis).

1987
- Le Livre dans tous ses états, Bibliothèque Louis-Aragon, Choisy-le-Roi, « Livres d’Artiste », Galerie Caroline Corre, Paris.
- Avec son épouse Florica Pacea, il met en place une exposition à la galerie Janine-Lorcet à Paris, intitulée Énergies contemplatives.
- Figuration Critique, au Grand-Palais à Paris.
- Expose avec Florica, à la galerie Gijzenrooi de Geldrop (Pays-Bas).

1988
- Livres d’Artistes, Maison du livre, de l’image et du son, Villeurbanne.
- Il participe à l’exposition « Signes, schémas, images », galerie Acropolis, Nice.

1989
- Première Biennale du livre d’artiste, Uzerche
- Magicien de ma Terre, Galerie Caroline Corre, Paris,
- Délire de Livres, Centre Culturel de Boulogne-Billancourt.

1990
- Exposition de groupe « Le Livre dans tous ses états » à la Galerie Caroline Corre (Paris) et à la Galerie Huguette Bultel (Strasbourg).

1991
- Il participe au Salon des Arts Graphiques (SAGA) au Grand- Palais (Paris).

1992
- Il expose avec le sculpteur Jan Van Depol à la galerie Gijzenrooi de Geldrop (Pays-Bas).

1993
- Exposition de groupe à la galerie Riol de Madrid.

1994
- Les galeries Ionel-Petrov présentent « un one-man-show » Constantin Pacea, à la Foire d’art international « Lineart » de Gand (Belgique).

1998
- Il est invité à présenter une exposition personnelle à la Fondation Eberhard Scholtter à Altea (Espagne).

2006
- La Fondation Schlotter d’Altea l’invite pour la deuxième fois à une exposition personnelle.

2008
- La galerie Nordenhake à Stockholm, Suède, l’intègre dans l’exposition de groupe « Agents ».

2012
- En collaboration avec deux autres artistes, il organise une exposition intitulée « Jardins Intérieurs », à la Galerie Maket à Paris[5],[6]

2014
- Exposition « Constantin Pacea - Une Rétrospective », au Musée national du Paysan Roumain [7],[8],[9],[10],.
- La galerie Annart présente Constantin Pacea à Art Safari (Foire d'Art Contemporaine), à Bucarest[11].
- Exposition « La Isleta - Constantin Pacea », à Five Plus Art Gallery, Vienne, Autriche [12],[13],[14]